# 加林 (密歇根州)
加林（英語：Galien）是位於美國密歇根州貝林縣的一個村。

## 人口
根據2020年美國人口普查的數據，加林的面積為1.06平方千米，當中陸地面積為1.06平方千米，而水域面積為0.00平方千米。當地共有人口513人，而人口密度為每平方千米483人。